# Classis Germanica
La Classis Germanica era la flotta imperiale romana che controllava il corso del Reno (dalla foce del fiume fino a Castra Vetera, Colonia Agrippina, Mogontiacum ed Argentoratae) e dei suoi più importanti affluenti come la Mosa, la Schelda e la Mosella). Fu istituita nel 12 a.C. da Augusto e subì importanti modifiche solo nella tarda antichità.

## Storia

### Nel I secolo: dai Giulio-Claudii ai Flavi
La sua costituzione risalirebbe ad Augusto (12 a.C. circa) durante il ventennio di guerre di occupazione della Germania Magna, fino alla disfatta di Varo (12 a.C.-9 d.C.). Durante questi anni, numerose furono le operazioni di sbarco su vasta scala dell'esercito romano, lungo la costa del Mare del Nord fino alle foci dei fiumi Ems, Weser ed Elba, coordinate con iniziative parallele di forze di terra. Druso maggiore utilizzò per primo la flotta Germanica, scavando un canale dalla Zuiderzee al Mare del Nord (fossa Drusi), che gli permettesse di sbarcare sulle coste dei Frisi e dei Cauci, limitando al minimo indispensabile le correnti del mare aperto e le inevitabili tempeste.
La spinta definitiva per raggiungere il corso dell'Elba fu data da Tiberio nel 5 a.C., attraverso una campagna coordinata di mare e terra. La sua flotta risalì il fiume fino a monte della località di Lauenburg, mentre le forze di terra si congiungevano a quelle fluviali in questo punto. Nello stesso anno la flotta Germanica di spingeva anche in mare aperto, a Nord fino a Skagen, lungo la penisola dello Jutland, venendo in contatto con l'antico popolo germanico dei Cimbri.
Ancora nel 15 i Romani tornarono ad invadere la Germania Magna sotto la guida del figlio adottivo del princeps, Germanico. Anche questa volta le armate romane di terra furono accompagnate da una grande flotta che trasportò ben quattro legioni, dal Reno alla foce dell'Ems. Nella primavera dell'anno successivo (16) una immensa flotta di 1000 navi trasportò l'esercito romano dall'Insula Batavorum (Beveland e Walcheren) fino alla foce del fiume Ems, e sbarcò nei pressi di Jemgum. Dopo gli scontri di Idistaviso e nei pressi del "Vallo angrivariano" (tra il Weser ed il lago di Steinhuder), dove Germanico ebbe la meglio sulle tribù degli Angrivari, Bructeri e Cherusci, una devastante tempesta al ritorno dalla terza campagna militare in Germania, per poco non distrusse buona parte della flotta e delle forze di terra romane imbarcate, se non fosse stato per l'aiuto del popolo "cliente" dei Cauci, che prestarono aiuto a Germanico. Questi ultimi fatti convinsero definitivamente l'imperatore Tiberio, a disporre la definitiva ritirata delle armate romane a ovest del fiume Reno, abbandonando il progetto augusteo di annessione della Germania Magna.
Ancora la flotta fu impiegata contro il popolo "cliente" dei Frisi nel 28, che si era ribellato all'autorità romana, assediando la fortezza di Flevum. Ancora in questa circostanza le armate romane erano riuscite a mantenere il controllo della foce del Reno e delle coste lungo il Mare del Nord fino all'Ems. Una nuova rivolta dei Frisoni negli anni 46-47, costrinse i Romani, prima a inviare un nuovo esercito e relativa flotta, sotto il comando del generale Gneo Domizio Corbulone, il quale, dopo aver costruito un lungo canale di 34 km (Fossa Corbulonis, tra le foci dei fiumi Maas e Reno), per il trasporto delle truppe e gli approvvigionamenti, fu costretto dall'imperatore Claudio ad abbandonare il progetto di una nuova occupazione della Germania Magna.
Negli anni 68/69, durante il periodo della guerra civile, la successiva rivolta dei Batavi e delle vicine popolazioni germaniche, portarono distruzione lungo l'intero percorso del Reno, dalla sua foce fino a Mogontiacum. Anche in questa circostanza la flotta Germanica, insieme a quella Britannica, dovette intervenire a supporto dell'avanzata delle legioni della Germania superiore, per reprimere la rivolta che era riuscita nell'impresa di utilizzare alcune imbarcazioni contro i Romani.
Quando poi nell'89 gran parte dell'esercito del Reno si rivoltò contro l'imperatore Domiziano, la Classis Germanica rimase fedele, contribuendo a sconfiggere i ribelli, tanto da meritarsi il titolo onorifico di Pia Fidelis Domitiana; in seguito alla sua damnatio memoriae, il terzo suffisso probabilmente venne rimosso.

### Dal II al V secolo

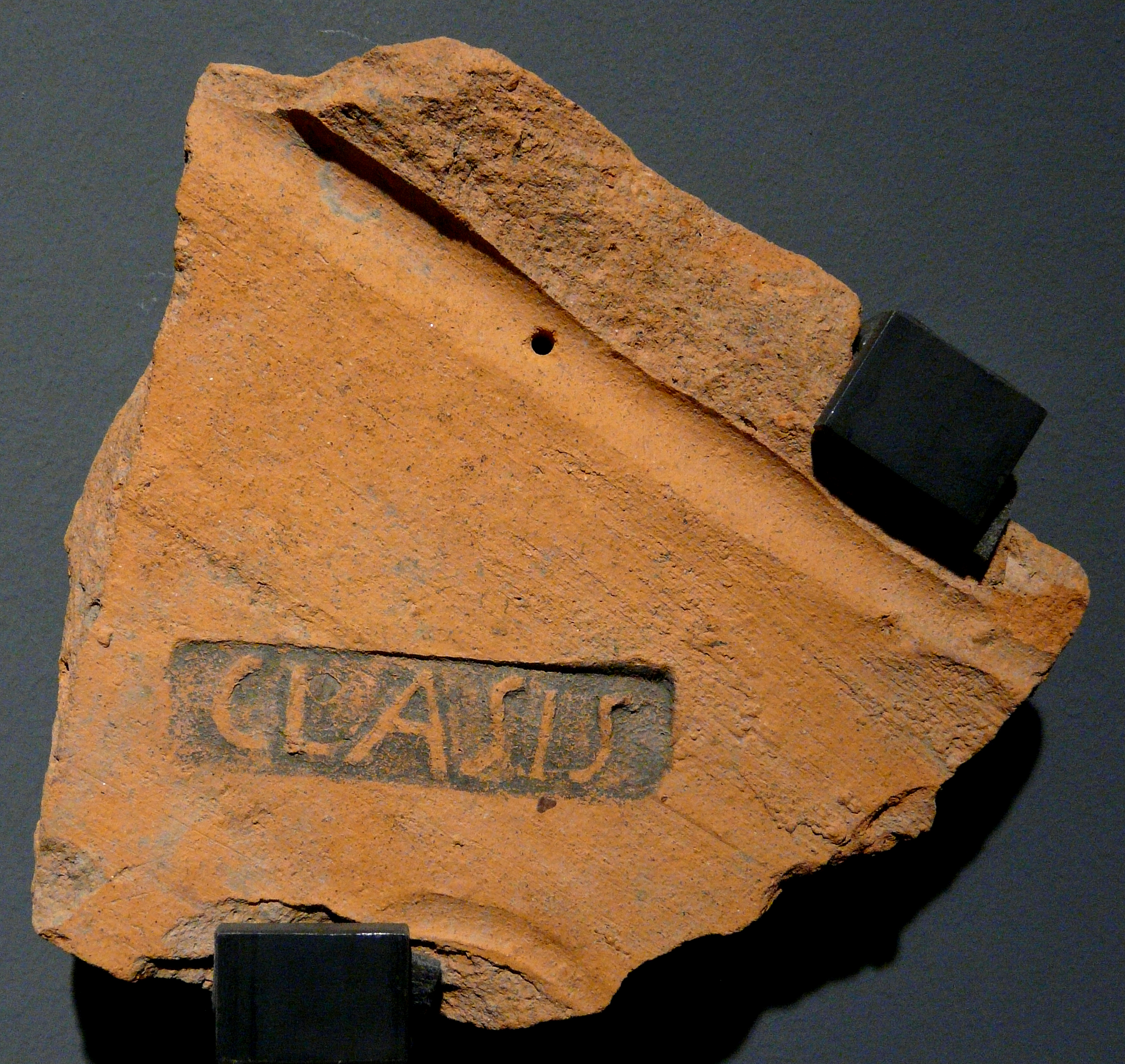
Tegula della flotta romana germanica.

Durante il periodo delle guerre marcomanniche, la flotta dovette intervenire per intercettare bande di predoni dei Cauci che avevano portato devastazione lungo il canale della Manica tra le province galliche e la Britannia (170-172). Un decennio più tardi, sappiamo da un'iscrizione rinvenuta in Germania inferiore, che tra i prefetti a capo della Classis Germanica Pia Fidelis risulta, da un'epigrafe, anche il nome di Publio Elvio Pertinace, imperatore per pochi mesi nel 193.
Sul finire del III secolo, dopo la caduta del cosiddetto Impero gallico (da Postumo a Tetrico), i ripetuti e pesanti attacchi di Franchi e Alamanni, portarono non solo distruzione un po' ovunque lungo il limes, ma costrinsero a ridimensionare la flotta, almeno fino al periodo della tetrarchia di Diocleziano (286-305). Non a caso la ricostituzione dell'antica flotta Germanica e il suo ammodernamento cominciarono dapprima sotto Costanzo Cloro, poi con il figlio Costantino I, il quale grazie al suo impiego negli anni 306-310 ottenne importanti vittorie tra i Bructeri, i Franchi e gli Alemanni. La squadra navale del Reno, riorganizzata al tempo di Costantino I, riacquisì l'importante ruolo strategico e logistico per la protezione di questo tratto di limes fino alla metà del IV secolo, quando negli anni 355-359 il Cesare per l'Occidente, Giuliano, utilizzò la flotta Germanica per le campagne contro le popolazioni germaniche di Alamanni e Franchi, sia lungo il Reno sia lungo il Meno.
Sotto Valentiniano I, la flotta del Reno respingeva ancora gli invasori germanici, come alcune iscrizioni dedicatorie dalla frontiera del Reno sembrano testimoniare. E infine, sulla base delle informazioni fornite dalla Notitia Dignitatum, sappiamo che già verso l'inizio del V secolo, parte della flotta del basso Reno cessò di esistere.

## Le navi utilizzate

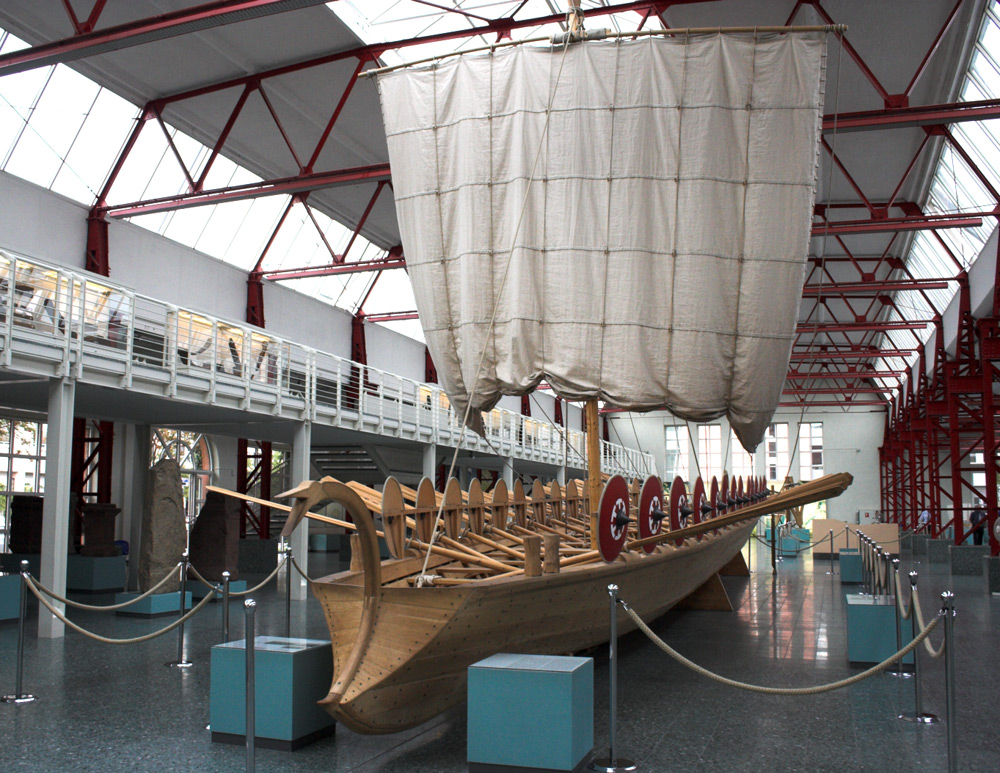
Esempio di ricostruzione di imbarcazione militare romana, oggi presso il Museo navale di Magonza.

Le navi utilizzate principalmente per pattugliare i corsi fluviali erano le liburnae e la triremes. Questa ipotesi è supportata sia dai ritrovamenti effettuati presso l'importante base navale del Reno di Mogontiacum, sia dai rilievi della Colonna Traiana.
A partire dal IV secolo nella flotta fluviale furono introdotte nuove tipologie di navi. Si trattava delle cosiddette naves lusoriae, naves actuariae e naves iudiciarae, le quali presentavano ora un fondo più piatto, ideale per i fiumi "serpeggianti". Questi tipi di navi erano infatti sorprendentemente veloci e stabili.

## Il corpo di truppa
Il comandante della flotta provinciale era di solito il Legatus Augusti pro praetore (governatore provinciale), a cui era sottoposto un praefectus della flotta (praefectus classis Germanicae o di altri affluenti), dell'ordine equestre. A sua volta il diretto subordinato del praefectus era un sub praefectus, a sua volta affiancato da una serie di praepositi, ufficiali posti a capo di ogni pattuglia per singola località.
Altri ufficiali erano poi il Navarchus princeps, che corrisponderebbe al grado di contrammiraglio di oggi. Nel III secolo fu poi creato il Tribunus classis con le funzioni del Navarchus princeps, più tardi tribunus liburnarum.
La singola imbarcazione era poi comandata da un trierarchus (ufficiale), dai rematori e da una centuria di marinai-combattenti (manipulares / milites liburnarii). Il personale della flotta (Classiari o Classici) era perciò diviso in due gruppi: gli addetti alla navigazione e i soldati. Il servizio durava 26 anni (contro i 20 dei legionari e i 25 degli auxilia). Dal III secolo fu aumentato fino a 28 anni di ferma. Al momento del congedo (Honesta missio) ai marinai era data una liquidazione, dei terreni e di solito anche la cittadinanza concessa, essendo gli stessi nella condizione di peregrini al momento dell'arruolamento. Il matrimonio era invece permesso loro solo al termine del servizio attivo permanente.

## Principali basi fluviali
| Antico nome latino             | Località moderna                                |
| Castra Vetera                  | Xanten (quartier generale fino al 50)           |
| Colonia Claudia Agrippinensium | Alteburg (navalia/quartier generale dopo il 50) |
| Aliso                          | Haltern (sulla Lippe)                           |
| Anntunacum                     | Andernach                                       |
| Argentoratae                   | Strasburgo                                      |
| Bingium                        | Bingen am Rhein                                 |
| Bonna                          | Bonn                                            |
| Confluentes                    | Coblenza                                        |
| Lugdunum Batavorum             | Forte alla confluenza Reno                      |
| Mogontiacum                    | Magonza                                         |
| Nigrum Pullum                  | Zwammerdamm                                     |
| sconosciuto                    | Rumpst an der Rupel                             |
| sconosciuto                    | Stützpunkt a.d. Rur                             |
| sconosciuto                    | Stützpunkt (presso l'Ems)                       |
| Novaesium                      | Neuss                                           |
| Noviomagus Batavorum           | Nimega                                          |
| Noviomagus Nemetum             | Spira                                           |
| Praetorium Aggripinae          | Katwijk                                         |
| Traiectum                      | Utrecht                                         |